# كمال الفقي
كمال الفقي، سياسي تونسي. يشغل منصب وزير الداخلية في حكومة نجلاء بودن منذ 17 مارس 2023.

## السيرة
برز منذ ديسمبر 2021 على الساحة السياسية عقب تعيينه واليا لولاية تونس في خضم أزمة سياسية آنذاك، حيث يروج له كمناصر للرئيس قيس سعيد وقراراته.
وفي 17 مارس 2023، أعلن وزير الداخلية توفيق شرف الدين استقالته ليعين الرئيس سعيد كمال الفقي على رأس وزارة الداخلية خلفا لشرف الدين.
والفقي هو أصيل ولاية صفاقس، درس القانون الخاص في كلية الحقوق بتونس وتخرج منها عام 1995. كما شغل سابقا منصب رئيس مكتب مراقبة الأداءات بوزارة المالية وجرى انتخابه كاتبا عاما لنقابة الآداءات بتونس بين 2011 و2017 صلب الاتحاد العام التونسي للشغل.